# Aléxandros Papágos
 Aléxandros Papágos  (en grec moderne Αλέξανδρος Παπάγος) est né à Athènes le 9 décembre 1883 et décédé le 4 octobre 1955. C'est un militaire et un homme politique grec qui est nommé maréchal avant de devenir Premier ministre du royaume de Grèce entre le 19 novembre 1952 et le 4 octobre 1955.
Il participe à la guerre italo-grecque puis à la guerre civile grecque.

## Biographie

### Soldat
Après avoir étudié à l'académie militaire de Bruxelles puis à l'école de cavalerie d'Ypres, il intègre l'armée régulière en 1906.
Durant la Première guerre balkanique, il sert comme officier subalterne (capitaine) dans l'état-major du roi Constantin Ier. Proche de ce dernier, Papagos est renvoyé de l'armée avec d'autres officiers lors de la déposition du souverain en 1917. Il ne doit sa réintégration qu'au retour sur le trône de Constantin Ier.
Mobilisé lors de la guerre gréco-turque (1919-1922), il est de nouveau renvoyé dans ses foyers par Nikolaos Plastiras. Au cours des années 1920, il est rappelé avec le grade de général et promu au grade de lieutenant général en 1931 et commandant de corps en 1934. Monarchiste convaincu, il participe au renversement du gouvernement de Panagis Tsaldaris et à la restauration du roi Georges II en 1935.

### Soldat et homme politique
Promu général, il est nommé ministre de la guerre dans le gouvernement de Ioannis Metaxas ; il réorganise et modernise l'armée grecque en prévision de la guerre qui s'annonçait. Lors du déclenchement de la guerre italo-grecque le 28 octobre 1940, il repousse les attaques italiennes le long de la frontière gréco-albanaise. Sous son commandement, l'armée grecque réussit à stopper l'avance italienne le 8 novembre et les force à se retirer en profondeur en Albanie entre le 18 novembre et le 23 décembre 1940. Les succès de l'armée grecque lui apportent la célébrité et des applaudissements. Une seconde offensive italienne, déclenchée les 9 et 16 mars 1941, est également repoussée. Malgré ce succès, Papagos est contraint de maintenir le gros de ses troupes en Albanie, et n'est pas disposé à ordonner un retrait progressif pour renforcer la frontière nord-orientale, en vue d'une possible intervention allemande.
Le 6 avril 1941, l'armée allemande pénètre en Grèce. Malgré une résistance farouche à l'envahisseur en Macédoine et en Épire, Papagos capitule le 23 avril 1941. Arrêté, il est envoyé dans des camps de concentration en Allemagne. Il est libéré le 5 mai 1945, alors qu'on s'apprêtait à le transférer au camp de concentration de Dachau.
De retour en Grèce, il participe à la guerre civile grecque en tant que commandant en chefs des forces gouvernementales. Durant le conflit, il souleva la controverse en laissant les Américains employer des bombardements au napalm. En récompense de ses services, il s'est vu décerner le titre honorifique de Maréchal, cas unique dans toute l'histoire militaire grecque.
Alors que le conflit semble prendre fin, il constate de façon amère l'inertie de la classe politique grecque. Cela le décide en 1951 à quitter l'armée définitivement et à se lancer dans la politique.

### Homme politique
En mai 1951, il fonde le « Rassemblement grec » (en grec moderne : Ελληνικός Συναγερμός), calqué sur le Rassemblement du peuple français du général de Gaulle et remporte les élections de septembre de la même année avec 36,53 % des voix. Malgré cette victoire électorale, Papagos est incapable de former un gouvernement sur cette majorité et doit attendre les élections de 1952 où son parti (avec 49 % du vote populaire), obtient 239 sièges sur les 300 du Parlement.
Papagos, avec le soutien populaire et l'appui des Américains, fait autorité, ce qui entraîne des frictions avec le roi Paul Ier et la reine Frédérika. Sous son mandat, Papagos s'emploie à moderniser la Grèce (où le ministre des Travaux publics, Constantin Karamanlis s'est d'abord illustré) et à rétablir l'économie d'un pays ruiné par dix années de guerre, mais il est critiqué par l'opposition pour son incapacité à rétablir l'harmonie sociale dans un pays encore marqué par la guerre civile.
L'autre problème majeur de son mandat est le problème chypriote : la majorité grecque de Chypre demande l'Enosis (Union) avec la Grèce. Devant le déploiement de sympathie lors de manifestations populaires dans les rues d'Athènes, Papagos porte l'affaire devant l'Assemblée générale des Nations unies. Cependant, la maladie l'empêche d'apporter un soutien fort aux Chypriotes grecs.
Il meurt le 4 octobre 1955.